# Marta Regordán
Marta Regordán Silva (Sevilla, 7 de noviembre de 2006) es una jugadora de balonmano española que juega de central en el Costa del Sol Málaga.

## Trayectoria
Jugadora ambidiestra (aunque tiene la zurda como principal), se desenvuelve en toda la primera línea con un juego rápido y una gran visión de juego.
En su época formativa fue campeona de España cadete y juvenil con el Balonmano Montequinto, en una generación dorada,que contaba con Belén Rodríguez y Carmen Fidalgo entre sus jugadoras y debutó en División de Honor Plata.
Tras su Campeonato de España juvenil con el Balonmano Montequinto de la temporada 2023-24,en una temporada perfecta dónde terminó invicto en todo el torneo, se anunció su fichaje por el Costa del Sol Málaga, con la que firmó una temporada con otra opcional. Al club malagueño llegó junto a Joana Resende, Alice Fernandes y Nayra Solis.
Con las Guerreras juveniles ha levantado el Europeo Juvenil de Bakú en 2023 y el Women's Mediterranean Handball Confederation Championship de Grecia en el mismo año. Con las Guerreras promesas de Cristina Cabeza levantó el Campeonato de Europa de Suecia 2022 de la categoría y fue llamada por Joaquín Rocamora para participar en la fase de clasificación para el Campeonato del Mundo 2024 de las Guerreras júnior.
En 2024 fue una de las jugadoras fundamentales, junto a Gabba Gassama, Estitxu Rodriguez y Belén Rodriguez en el Campeonato del Mundo de China 2024, en la que se alzó con la medalla de oro.
Tras fichar por el Costa del Sol Málaga en mayo de 2024 jugó su primer partido de División de Honor ante el Rocasa Gran Canaria en agosto del 2024 metiendo su primer gol en la máxima categoría a la histórica Silvia Navarro.

### Clubes
- - 2024: Balonmano Montequinto
- 2024-: Costa del Sol Málaga

## Títulos y galardones

### Con la selección
- Campeonato del Mundo Juvenil (China 2024)
- Campeonato de Europa cadete (Suecia 2022)
- Campeonato de Europa juvenil (Bakú 2023)
- Campeonato Women's Mediterranean Handball Confederation Championship (Nefelio 2023).

### Con la selección andaluza
- 2 x  Campeona de España (cadete, juvenil).
- 1 x  Campeona de España con la selección andaluza de balonmano playa.

### De clubes
- Campeona de España (Cadete en 2022 y Juvenil en 2024)[14][3]

### Galardones individuales
- All Star del Campeonato de Europa (2022)
- All Star de Women's Mediterranean Handball Confederation Championship (2023)
- All Star del Campeonato del Mundo: Mejor central (2024)[15]